# جون ويلسون (لاعب كرة قدم بريطاني)
جون ويلسون (بالإنجليزية: John Wilson)‏ (11 أبريل 1952 في المملكة المتحدة - ) هو لاعب كرة قدم بريطاني في مركز الوسط. لعب مع نادي غيتزهد وConsett A.F.C. ‏ ودارلينجتون إف سى.

## وصلات خارجية
- جون ويلسون على موقع قاعدة بيانات كرة القدم.إي يو (الإنجليزية)